# Vírus gigante
Um vírus gigante ou gigavírus é um vírus muito grande, alguns dos quais são maiores que as bactérias típicas. Todos os vírus grandes e gigantes conhecidos até o momento pertencem ao filo Nucleocytoviricota. Também são chamados de "vírus nucleocitoplasmáticos de grandes DNA" ou "nucleocytoplasmic large DNA viruses" (NCLDV), em inglês. 
Esses vírus são excepcionais por possuírem genomas enormes em comparação com outros vírus, por possuírem muitos genes únicos não encontrados em outras formas de vida e, finalmente, por possuírem genes não associados com outros vírus, como genes auxiliadores do metabolismo de energia e de ácidos nucleicos.

## Descrição
A exata definição de vírus gigantes é ainda discutida na literatura, mas, no geral, são considerados grandes ou gigantes aqueles vírus com capsídeos de formato pseudoicosaédrico entre 200 e 400 nanômetros, geralmente recobertos com uma camada de proteínas fibrosas. Esses vírus possuem genomas de DNA dupla fita (300 a >1000 quilo-pares de base) que codificam aproximadamente 1000 genes. A maioria dos NCLDVs descritos até hoje estão nas famílias Mimiviridae. 

## Comparação dos maiores vírus gigantes conhecidos
| Nome gigante do vírus | Comprimento do genoma | Gene                              | Diâmetro do capsídeo (nm) | "Hair cover" | Genbank #         |
| --------------------- | --------------------- | --------------------------------- | ------------------------- | ------------ | ----------------- |
| Bodo saltans virus    | 1,385,869             | 1227 proteínas (previstas)        | ~300                      | sim (~40 nm) | MF782455          |
| Megavirus chilensis   | 1,259,197             | 1120 proteínas (previstas)        | 440                       | sim (75 nm)  | JN258408          |
| Mamavirus             | 1,191,693             | 1023 proteínas (previstas)        | 500                       | sim (120 nm) | JF801956          |
| Mimivirus             | 1,181,549             | 979 proteínas 39 não codificantes | 500                       | sim (120 nm) | NC_014649         |
| Tupanvirus            | 1,500,000             | 1276-1425 proteínas               | ≥450+550                  |              | KY523104 MF405918 |

A lista inteira está na lista principal de vírus gigante criada pelo software Giant Virus Finder.
| Nome gigante do vírus | Aminoacil-tRNA sintetase              | Octocoral similar 1MutS | 2Portal estelar | Virófago conhecido | Fábrica de virion citoplasmático | Hospedeiro                         |
| --------------------- | ------------------------------------- | ----------------------- | --------------- | ------------------ | -------------------------------- | ---------------------------------- |
| Megavirus chilensis   | 7 (Tyr, Arg, Met, Cys, Trp, Asn, Ile) | sim                     | sim             | não                | sim                              | Acanthamoeba (Unikonta, Amoebozoa) |
| Mamavirus             | 4 (Tyr, Arg, Met, Cys)                | sim                     | sim             | sim                | sim                              | Acanthamoeba (Unikonta, Amoebozoa) |
| Mimivirus             | 4 (Tyr, Arg, Met, Cys)                | sim                     | sim             | sim                | sim                              | Acanthamoeba (Unikonta, Amoebozoa) |

1Mutator S (MutS) e seus homólogos são uma família de proteínas de reparo de incompatibilidade de DNA envolvidas no sistema de reparo de incompatibilidade que atua para corrigir mutações pontuais ou pequenos loops de inserção/exclusão produzidos durante a replicação do DNA, aumentando a fidelidade da replicação.
2Um portal estelar é uma estrutura estelar de cinco pontas presente no capsídeo viral que forma o portal através do qual o núcleo interno da partícula é entregue ao citoplasma do hospedeiro.

## O estudo de vírus gigantes no Brasil
O primeiro vírus gigante a ser propriamente descrito como um vírus gigante foi o Acanthamoeba polyphaga mimivirus (APMV), isolado na França, em 2003. A partir disso, houve a curiosidade ao redor no mundo para encontrar outros vírus grandes e gigantes. No Brasil, não foi diferente, especialmente devido à ampla variedade de ambientes naturais encontradas no país, incluindo a Floresta Amazônica, o Cerrado, o Pantanal e a Caatinga. 
Alguns dos vírus grandes e gigantes descritos no Brasil até hoje incluem:
- Tupanvirus altamarinense, prospectado a partir de sedimentos coletados a 3000 metros abaixo do nível do mar na Bacia de Campos, Rio de Janeiro[26];
- Tupanvirus salinum, isolado a partir de amostras coletadas de um lago hipersalino na Nhecolândia, Pantanal brasileiro[27];
- Sambavirus (SMBV), isolado a partir de amostras do Rio Negro, Manaus, Amazonas[28];
- Cedratvirus getuliensis, prospectado a partir de amostras de esgoto do estado de Minas Gerais[29];
- Fautovirus mariensis e Niemeyer virus, isolados da Lagoa da Pampulha, Belo Horizonte, Minas Gerais[30][31].

Todos esses vírus foram descritos pelo Grupo de Estudos de Vírus Gigantes, vinculado ao LabVírus, na Universidade Federal de Minas Gerais, Belo Horizonte, Minas Gerais, Brasil.